# Zuidelijke koningsalbatros
De zuidelijke koningsalbatros (Diomedea epomophora) is een vogel uit de familie van de albatrossen (Diomedeidae).

## Herkenning
De zuidelijke en de noordelijke koningsalbatros werden lang als één soort beschouwd, waarbij de noordelijke koningsalbatros de ondersoort D. e. sanfordi was. Beide soorten zijn uitzonderlijk groot met een lengte van 122 cm en een spanwijdte 305 cm. De vogel is overwegend wit, met alleen de kleine slagpennen zwart. Over de ondervleugel loopt een dunne band, de snavel is roze en de poten zijn blauwachtig wit. Soms zijn er sporen van grijs op enkele schouderveren. De noordelijke soort is kleiner en heeft vaak donkere vlekken op de vleugels, soms zijn die helemaal donkerbruin.

## Voortplanting
De zuidelijke koningsalbatros keert in oktober terug naar de broedkolonie en legt dan eieren in de maanden november of december. De kuikens kruipen vervolgens in februari of begin maart uit het ei en ze vliegen uit tussen begin oktober en begin december. Dan blijven ze minstens vijf jaar uit de buurt van de broedplaatsen en foerageren op volle zee, voornamelijk op inktvissen en vis, maar ook manteldieren, kreeftachtigen en aas.

## Verspreiding en leefgebied
De vogel broedt op eilanden in het zuiden van Nieuw-Zeeland, voornamelijk (99% van de populatie) op Campbell-eiland verder op de eilanden Adams en Enderby (Aucklandeilanden). Tussen 2004 en 2008 werd de broedpopulatie op Campbelleiland geschat op 7855 paar. Dit wijst op de aanwezigheid van 27.200 volwassen vogels.

## Status
De zuidelijke koningsalbatros geniet nu voldoende bescherming en de aantallen lijken stabiel. Het gebied waarbinnen de vogels broeden is echter zeer klein en daarom zeer gevoelig voor onverwachte veranderingen. Om deze redenen staat deze albatros als kwetsbaar op de Rode Lijst van de IUCN.